# Murray Leinster

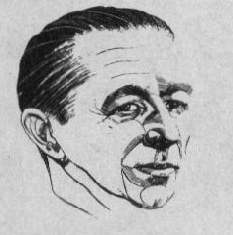
Murray Leinster

Murray Leinster (Norfolk, Virginia, 16 juni 1896 – 8 juni 1975) was het pseudoniem van William Fitzgerald Jenkins, een Amerikaans schrijver van westerns, sciencefiction en alternatieve geschiedenissen. Hij publiceerde ook onder zijn eigen naam, Will F. Jenkins.

## Biografie
Tijdens de Eerste Wereldoorlog diende Leinster in het Amerikaanse leger. Daarna werd hij freelance schrijver. In de Tweede Wereldoorlog werkte hij bij het Bureau voor Oorlogsinformatie (Office of War Information).
Leinster won de Hugo Award in 1956 voor zijn 'novelette' (lang verhaal) Exploration Team en in 1996 werd aan hem een retroactieve Hugo toegekend voor het verhaal First Contact. Leinsters alternatieve geschiedenisverhaal Sidewise in Time (1934) was de inspiratie voor de naam Sidewise Award for Alternate History. Deze prijs wordt sinds 1995 toegekend tijdens de World Science Fiction Convention.

### Romans

#### Het verre Oosten
Sword of Kings, John Long, 1933.

#### Thrillers
- Scalps, Brewer & Warren, 1930. (Ook bekend als Wings of Chance)
- Murder Madness, Brewer & Warren, 1931; eerst gepubliceerd als feuilleton in Astounding, mei-augustus 1930.
- Murder Will Out (als Will F. Jenkins), John Hamilton, 1932.
- No Clues (als Will F. Jenkins), Wright & Brown, 1935.
- Murder in the Family (als Will F. Jenkins), John Hamilton, 1935; eerst gepubliceerd als feuilleton in Complete Detective Novels, april 1934.
- The Man Who Feared (als Will F. Jenkins), Gateway, 1942; eerst gepubliceerd als feuilleton in Detective Fiction Weekly, 9-30 augustus 1930.

#### Romance
als Louisa Carter Lee
- Her Desert Lover, Chelsea House, 1925.
- Love and Better: A Love Story, Chelsea House, 1931.

#### Sciencefiction
- The Murder of the U.S.A. (als Will F. Jenkins), Crown, 1946.
- Fight for Life, Crestwood, 1949.
- Space Platform, Shasta Publishers, 1953.
  - In het Nederlands vertaald als Sabotage 1: Ruimteplatform, Luitingh, 1972.
- Space Tug, Shasta Publishers, 1953.
  - In het Nederlands vertaald als Sabotage 2: Pendeldienst, Luitingh, 1972.
- The Black Galaxy, Galaxy, 1954; verscheen eerst in Startling, maart 1949.
- Gateway to Elsewhere, Ace, 1954; verscheen eerst als "Journey to Barkut" in Startling, januari 1952.
- The Brain-Stealers, Ace, 1954; verscheen eerst als "The Man in the Iron Cap" in Startling, november 1947.
- Operation: Outer Space, Fantasy Press, 1954.
- The Forgotten Planet, Ace, 1954.
- The Other Side of Here, Ace, 1955; eerst gepubliceerd als feuilleton The Incredible Invasion in Astounding, augustus - december 1936.
- City on the Moon, Avalon, 1957.
  - In het Nederlands vertaald als Sabotage 3: Maanstation, Luitingh, 1972.
- War with the Gizmos, Fawcett, 1958.
- Four from Planet 5, Fawcett, 1959; verscheen eerst als "Long Ago, Far Away" in Amazing, september 1959.
- The Monster from Earth's End, Fawcett, januari, 1959.
- The Mutant Weapon, Ace, 1959; verscheen eerst als "Med Service" in Astounding, augustus 1957.
- The Pirates of Zan, Ace, 1959; verscheen eerst als The Pirates of Ersatz in Astounding, februari - april 1959.
  - In het Nederlands vertaald als De Piraten van Zan, Ridderhof, 1974.
- Men Into Space, Berkley, 1960; 'verboeking' van de televisieserie "Men Into Space".
- The Wailing Asteroid, Avon, december 1960.
- Creatures of the Abyss, Berkley, 1961 (ook bekend als The Listeners).
- This World is Taboo, Ace, 1961; verscheen eerst als "Pariah Planet" in Amazing, juli 1961.
- Operation Terror, Berkley, 1962.
- Talents Incorporated, Avon, 1962.
- The Other Side of Nowhere, Berkley, mei 1964; eerst gepubliceerd als feuilleton Spaceman in Analog, maart - april 1964.
- Time Tunnel, Pyramid, juli 1964.
- The Duplicators, Ace, 1964; verscheen eerst als "Lord of the Uffts" in Worlds of Tomorrow, februari 1964.
- The Greks Bring Gifts, Macfadden, 1964.
  - In het Nederlands vertaald als Totaalgeschenk, Ridderhof, 1976.
- Invaders of Space, Berkley, december 1964.
- Tunnel Through Time, Westminster Press, 1966.
- Space Captain, Ace, 1966; eerst gepubliceerd als feuilleton Killer Ship in Amazing, oktober - december 1965.
- Checkpoint Lambda, Berkley, 1966; eerst gepubliceerd als feuilleton Stopover in Space in Amazing, juni - augustus 1966.
- Miners in the Sky, Avon, april 1967.
- Space Gypsies, Avon, juni 1967.
- The Time Tunnel, Pyramid, januari 1967; 'verboeking' van de televisieserie "The Time Tunnel".
- The Time Tunnel: Timeslip!, Pyramid, July 1967; 'verboeking' van het vervolg van de televisieserie "The Time Tunnel".
- Land of the Giants, Pyramid, september 1968; 'verboeking' van de televisieserie "Land of the Giants".
- Land of the Giants 2: The Hot Spot, Pyramid, april 1969; 'verboeking' van het vervolg van de televisieserie "Land of the Giants".
- Land of the Giants 3: Unknown Danger, Pyramid, september 1969; 'verboeking' van het vervolg van de televisieserie "Land of the Giants".

#### Westerns
- The Gamblin' Kid (als Will F. Jenkins), A.L. Burt, 1933; verscheen eerst in Western Action Novels, maart 1937.
- Mexican Trail (als Will F. Jenkins), A.L. Burt, 1933.
- Outlaw Sheriff (als Will F. Jenkins), King, 1934.
- Fighting Horse Valley (als Will F. Jenkins), King, 1934.
- Kid Deputy (als Will F. Jenkins), Alfred H. King, 1935; eerst gepubliceerd als feuilleton in Triple-X Western, februari - april 1928.
- Black Sheep (als Will F. Jenkins), Julian Messer, 1936.
- Guns for Achin (als Will F. Jenkins), Wright & Brown, 1936; verscheen eerst in Smashing Novels, november 1936.
- Wanted: Dead or Alive!, Quarter Books, 1949; eerst gepubliceerd als feuilleton in Triple-X Magazine, februari - mei 1929.
- Outlaw Guns, Star Books, 1950.
- Son of the Flying 'Y' (als Will F. Jenkins), Fawcett, 1951.
- Cattle Rustlers (als Will F. Jenkins), Ward Lock, 1952.
- Dallas (als Will F. Jenkins), Fawcett, 1950. Boekvorm van een filmscript van John Twist.

### Verhalenbundels
- The Last Space Ship, Fell, 1949.
  - "The Boomerang Circuit", Thrilling Wonder, juni 1947
  - "The Disciplinary Circuit", Thrilling Wonder, winter 1946
  - "The Manless Worlds", Thrilling Wonder, februari 1947
- Sidewise in Time, Shasta Publishers, 1950.
  - "Sidewise in Time", Astounding, juni 1934
  - "Proxima Centauri", Astounding, maart 1935
  - "A Logic Named Joe" (als Will F. Jenkins), Astounding, maart 1946
  - "De Profundis", Thrilling Wonder, winter 1945
  - "The Fourth-Dimensional Demonstrator", Astounding, december 1935
  - "The Power", Astounding, september 1945
- The Forgotten Planet, Gnome Press, 1954.
  - "The Mad Planet", Argosy, 12 juni 1920
  - "The Red Dust", Argosy All-Story Weekly, 2 april 1921
  - "Nightmare Planet", Science Fiction Plus, 12 juni 1952
- Colonial Survey, Gnome Press, 1957 (ook bekend als The Planet Explorer). In het Nederlands vertaald als Hels Kwartet, Luitingh, 1971.
  - "Solar Constant", Astounding, juli 1956 as "Critical Difference"
  - "Sand Doom", Astounding, december 1955
  - "Combat Team", Astounding, maart 1956 as "Exploration Team"
  - "The Swamp Was Upside Down", Astounding, september 1956
- Out of This World, Avalon, 1958.
  - "The Deadly Dust" (als William Fitzgerald), Thrilling Wonder, augustus 1947
  - "The Gregory Circle" (als William Fitzgerald), Thrilling Wonder, april 1947
  - "The Nameless Something" (als William Fitzgerald), Thrilling Wonder, juni 1947
- Monsters and Such, Avon, 1959.
  - "The Castaway", Argosy, september 1946
  - "De Profundis", Thrilling Wonder, winter 1945
  - "If You Was a Moklin", Galaxy, september 1951
  - "The Lonely Planet", Thrilling Wonder, december 1949
  - "Nobody Saw the Ship", Future, mei-juni 1950
  - "Proxima Centauri", Astounding, maart 1935
  - "The Trans-Human", Science Fiction Plus, december 1953
- Twists in Time, Avon, 1960.
  - "Rogue Star", eerste publicatie.
  - "Dear Charles", Fantastic, mei 1953
  - "Dead City", Thrilling Wonder, zomer 1946 als "Malignant Marauder"
  - "Sam, This Is You", Galaxy, mei 1955
  - "The Other Now", Galaxy, maart 1951
  - "The Fourth-Dimensional Demonstrator", Astounding, december 1935
  - "The End", Thrilling Wonder, december 1946
- The Aliens, Berkley, maart 1960.
  - "The Aliens", Astounding, augustus 1959
  - "Fugitive From Space", Amazing, mei 1954
  - "Anthopological Note", Fantasy and Science Fiction, april 1957
  - "The Skit-Tree Planet", Thrilling Wonder, april 1947 als "Skit-Tree Planet"
  - "Thing from the Sky", eerste publicatie.
- Doctor to the Stars, Pyramid, maart 1964.
  - "The Grandfathers' War", Astounding, oktober 1957
  - "Med Ship Man", Galaxy, oktober 1963
  - "Tallien Three", Analog, augustus 1963 als "The Hate Disease"
- S.O.S. from Three Worlds, Ace, 1966.
  - "Plague on Kryder II", Analog, december 1964
  - "Ribbon in the Sky", Astounding, juni 1957
  - "Quarantine World", Analog, november 1966
- Get Off My World!, Belmont, april 1966.
  - "Second Landing", Thrilling Wonder, winter 1954
  - "White Spot", Startling, zomer 1955
  - "Planet of Sand", Famous Fantastic Mysteries, februari 1948
- The Best of Murray Leinster, samengesteld door Brian Davis, Corgi, 1976.
  - "Time to Die", Astounding, januari 1947
  - "The Ethical Equations", Astounding, juni 1945
  - "Symbiosis", Collier's, 14 juni 1947
  - "Interference", Astounding, oktober 1945
  - "De Profundis", Thrilling Wonder, winter 1945
  - "Pipeline to Pluto", Astounding, augustus 1945
  - "Sam, This Is You", Galaxy, mei 1955
  - "The Devil of East Lupton", Thrilling Wonder, augustus 1948 als "The Devil of East Lupton, Vermont"
  - "Scrimshaw", Astounding, september 1955
  - "If You Was a Moklin", Galaxy, september 1951
- The Best of Murray Leinster, samengesteld door John J. Pierce, Del Rey, april 1978.
  - "Sidewise in Time", Astounding, juni 1934
  - "Proxima Centauri", Astounding, maart 1935
  - "The Fourth-Dimensional Demonstrator", Astounding, december 1935
  - "First Contact", Astounding, mei 1945
  - "The Ethical Equations", Astounding, juni 1945
  - "Pipeline to Pluto", Astounding, augustus 1945
  - "The Power", Astounding, september 1945
  - "A Logic Named Joe" (als Will F. Jenkins), Astounding, maart 1946
  - "Symbiosis", Collier's, 14 juni 1947
  - "The Strange Case of John Kingman", Astounding, mei 1948
  - "The Lonely Planet", Thrilling Wonder, december 1949
  - "Keyhole", Thrilling Wonder, december 1951
  - "Critical Difference", Astounding, juli 1956 (ook bekend als "Solar Constant")
- The Med Series, Ace, mei 1983.
  - "The Mutant Weapon", Astounding, augustus 1957 als "Med Service"
  - "Plague on Kryder II", Analog, december 1964
  - "Ribbon in the Sky", Astounding, juni 1957
  - "Quarantine World", Analog, november 1966
  - "This World is Taboo", Amazing, juli 1961 als "Pariah Planet"
- First Contacts: The Essential Murray Leinster, samengesteld door Joe Rico, NESFA, 1998.
  - "A Logic Named Joe" (als Will F. Jenkins), Astounding, maart 1946
  - "If You Was a Moklin", Galaxy, september 1951
  - "The Ethical Equations", Astounding, juni 1945
  - "Keyhole", Thrilling Wonder, december 1951
  - "Doomsday Deferred", The Saturday Evening Post, 24 september 1949
  - "First Contact", Astounding, mei 1945
  - "Nobody Saw the Ship", Future, mei-juni 1950
  - "Pipeline to Pluto", Astounding, augustus 1945
  - "The Lonely Planet", Thrilling Wonder, december 1949
  - "De Profundis", Thrilling Wonder, winter 1945
  - "The Power", Astounding, september 1945
  - "The Castaway", Argosy, september 1946
  - "The Strange Case of John Kingman", Astounding, mei 1948
  - "Proxima Centauri", Astounding, maart 1935
  - "The Fourth-Dimensional Demonstrator", Astounding, december 1935
  - "Sam, This Is You", Galaxy, mei 1955
  - "Sidewise in Time", Astounding, juni 1934
  - "Scrimshaw", Astounding, september 1955
  - "Symbiosis", Collier's, 14 juni 1947
  - "Cure for Ylith", Startling Stories, november 1949
  - "Plague on Kryder II", Analog, december 1964
  - "Exploration Team", Astounding, maart 1956 (ook bekend als "Combat Team")
  - "The Great Catastrophe", eerste publicatie
  - "To All Fat Policemen", eerste publicatie
- Med Ship, samengesteld door Eric Flint and Guy Gordon, Baen, juni 2002.
  - "Med Ship Man", Galaxy, oktober 1963
  - "Plague on Kryder II", Analog, december 1964
  - "The Mutant Weapon", Astounding, augustus 1957 als "Med Service"
  - "Ribbon in the Sky", Astounding, juni 1957
  - "Tallien Three", Analog, augustus 1963 as "The Hate Disease"
  - "Quarantine World", Analog, november 1966
  - "The Grandfathers' War", Astounding, oktober 1957
  - "Pariah Planet", Amazing, juli 1961 (ook bekend als This World is Taboo)
- Planets of Adventure, samengesteld door Eric Flint and Guy Gordon, Baen, oktober 2003.
  - The Forgotten Planet
    - "The Mad Planet", Argosy, 12 juni 1920
    - "The Red Dust", Argosy, 2 april 1921
    - "Nightmare Planet", Argosy, 12 juni 1952

  - The Planet Explorer (ook bekend als Colonial Survey)
    - "Solar Constant", Astounding, juli 1956 als "Critical Difference"
    - "Sand Doom", Astounding, december 1955
    - "Combat Team", Astounding, maart 1956 as "Exploration Team"
    - "The Swamp Was Upside Down", Astounding, september 1956

  - "Anthopological Note", Fantasy and Science Fiction, april 1957
  - "Scrimshaw", Astounding, september 1955
  - "Assignment on Pasik", Thrilling Wonder, februari 1949
  - "Regulations", Thrilling Wonder, augustus 1948
  - "The Skit-Tree Planet", Thrilling Wonder, april 1947 als "Skit-Tree Planet"
- A Logic Named Joe, samengesteld door Eric Flint and Guy Gordon, Baen, juni 2005.
  - "A Logic Named Joe" (als Will F. Jenkins), Astounding, maart 1946
  - "Dear Charles", Fantastic, mei 1953
  - Gateway to Elsewhere, Ace, 1954; verscheen eerst als "Journey to Barkut" in Startling, januari 1952.
  - The Duplicators, Ace, 1964; verscheen eerst als "Lord of the Uffts" in Worlds of Tomorrow, februari 1964.
  - "The Fourth-Dimensional Demonstrator", Astounding, december 1935
  - The Pirates of Zan, Ace, 1959; eerst gepubliceerd als feuilleton The Pirates of Ersatz in Astounding, februari - april 1959.
- The Runaway Skyscraper and Other Tales from the Pulps, Wildside Press, augustus 2007.
  - "The Runaway Skyscraper", Argosy, 22 februari 1919
  - "The Gallery Gods", Argosy, 21 augustus 1920
  - "The Street of Magnificent Dreams", Argosy, 5 augustus 1922
  - "Nerve", Argosy, 4 juni 1921
  - "Stories of the Hungry Country: The Case of the Dona Clotilde"
  - "Morale", Astounding, december 1931
  - "Grooves", Argosy, 12 oktober 1918
  - "Footprints in the Snow", All Story Weekly, 7 juni 1919